# Sint-Gangulfuskerk (Sint-Truiden)
De Sint-Gangulfuskerk is een romaans kerkgebouw in het centrum van de Belgisch-Limburgse stad Sint-Truiden. De rooms-katholieke parochiekerk is toegewijd aan de 8e-eeuwse heilige Gangulfus.

## Geschiedenis
De Sint-Gangulfuskerk is in de periode 1055-82 gebouwd onder leiding van abt Adelardus II van de abdij van Sint-Truiden. Tot aan het eind van het ancien régime benoemden de abten van Sint-Trudo de pastoors van de Sint-Gangulfuskerk. Van de 11e-eeuwse kerk is het schip nog bewaard gebleven in de huidige kerk. De kerk verving waarschijnlijk een ouder kerkgebouw, waarvan een pijler is teruggevonden tijdens restauratiewerkzaamheden. In 1133 werd de kerk parochiekerk en omstreeks deze tijd werden het koor, de apsis en het transept gebouwd. De transeptarmen zijn in de 16e eeuw sterk sterk verbouwd, de zijbeuken in de 17e en 18e eeuw. Rond 1900 werd de kerk aan de buitenkant gecementeerd en aan de binnenzijde bepleisterd in neoromaanse stijl.
Onder leiding van R.M. Lemaire en P. Van Mechelen vond van 1956-61 een grote restauratiecampagne plaats, waarbij diverse verbouwingen uit het verleden werden teruggedraaid, met de bedoeling de oorspronkelijke romaanse architectuur te benadrukken. Onder andere werden enkele in het verleden gedichte muuropeningen opnieuw geopend, werden de onderbouw en de bovenmuren van de kerk verstevigd met gebruikmaking van moderne methodes en materialen, en werd de cementering en bepleistering van buiten- en binnenkant verwijderd.

## Architectuur

### Exterieur
De Sint-Gangulfuskerk is een driebeukige kruisbasiliek met een kleine westtoren, een schip van vijf traveeën, een transept van tweemaal twee traveeën en een koor met een rechte travee en een halfronde apsis. Het gebouw is grotendeels opgetrokken van mergelsteen met gebruikmaking van kwartsiet van Overlaar voor de plint van de zijbeuken, die zelf uit baksteen zijn opgetrokken, en het noordelijk transept. De westgevel en de oostpartij hebben een vernieuwde plint van Gobertanger zandsteen. De kerk is gedekt met leistenen zadel- en lessenaarsdaken.
In de westfaçade bevindt zich een hardstenen rondboogportaal tussen ongelijke steunberen, vermoedelijk tot stand gekomen in het 3e kwart van de 13e eeuw, in eenvoudige romanogotische vormen. In het vlakke timpaan bevindt zich een klein kruisbeeld. De onderbouw van de westtoren bestaat uit baksteenmetselwerk. De toren heeft een ingesnoerde torenspits op een romp die met leien is gedekt.
De oorspronkelijke 11e-eeuwse bovenmuren van mergelsteen van de middenbeuk met rondboogvormige bovenlichten zijn bewaard gebleven. De zijbeuken hebben rondboogvensters van Gobertanger steen, die tijdens de restauratie werden hersteld. De noordelijke zijbeukgevel heeft baksteenmetselwerk dat verlevendigd is met Andreaskruisen van gesinterde steen. Ter hoogte van de vierde travee is een bouwnaad te zien. In de gevel bevindt zich een segmentboogpoort en rondboogvensters. In de eerste travee van de zuidelijke zijbeukgevel, met een klein, hooggeplaatst rondboogvenstertje, is het blootgelegde parement van het 11e-eeuwse bouwwerk zichtbaar.
Het uitspringende transept is in de 16e eeuw verbouwd met gebruikmaking van een grote diversiteit aan materialen. De zuidelijke transeptarm is relatief homogeen van mergelsteen; de meer complexe noordelijke dwarsarm heeft een muurvak van kwartsiet in de westgevel en een sokkel van hetzelfde materiaal, een puntgevel met een bakstenen top, twee herstelde spitsboogvensters in de noordgevel en een gelijksoortig, opnieuw opengemaakt venster in de oostgevel. De oostgevels van beide transeptarmen vertonen een bouwnaad tussen beide traveeën. Langs de noordzijde van het transept loopt een dubbel getand fries.
De apsis wordt gemarkeerd door drie rondboogvensters, opgenomen in een doorlopend profiel van spaarvelden en rondboogfriezen, door middel van een afzaat gescheiden van de vernieuwde plint. Tegen de oostgevel van de zuidelijke transeptarm bevindt zich de in de periode 1956-61 heropgebouwde en thans onderkelderde sacristie, dat min of meer dezelfde vormen heeft als de vroegere, 18e-eeuwse sacristie. Een 18e-eeuwse deur met kalksteenomlijsting is weliswaar verplaatst, maar bewaard gebleven.

### Interieur
De Sint-Gangulfuskerk is een driebeukige basilica met een koor en transeptarmen. Zowel het middenschip als de zijbeuken en het transept zijn gedekt met houten balkenplafonds, die bij de restauratie zijn vernieuwd; de apsis heeft een stenen half koepelgewelf. Het priesterkoor wordt verlicht door drie rondboogvensters in de apsis. De zijbeuken worden van de middenbeuk gescheiden door rondboogarcaden die rusten op vierkante pijlers met vrij ruwe imposten. Bij de restauratie van de kerk is de 19e-eeuwse bepleistering grotendeels verwijderd; alleen de zijbeukmuren hebben thans nog pleisterwerk. In de meest westelijke travee van de zuidelijke zijbeuk zijn parementen blootgelegd van de oorspronkelijke muren met resten van een rondboogdeur. De oostmuur van het noordelijk transept draagt de sporen van de vroegere dakhelling van de zijbeuk. In de transeptarmen bevinden zich smalle spitsboogvensters met laatgotisch maaswerk.
Van de in het kerkinterieur aanwezige kunstwerken zijn van belang: een gotisch, gepolychromeerd houten triomfkruis dat in de kruising hangt, een 15e-eeuws eikenhouten kruisbeeld en een eiken Sint-Anna-te-Drieën uit het eerste kwart van de 16e eeuw. Van de barokke aankleding van de kerk kunnen vermeld worden: een 17e-eeuwse eiken biechtstoel, een 18e-eeuws zijaltaar (in 1760 gedateerd) en een reeks 17e- en 18e-eeuwse heiligenbeelden van Sint-Agatha, Sint-Coleta, Sint-Helena, Sint-Trudo, Sint-Gangulfus en Sint-Quirinus.
In de noordwestelijke zijbeuk bevinden zich drie grafstenen uit de 16e en 17e eeuw.

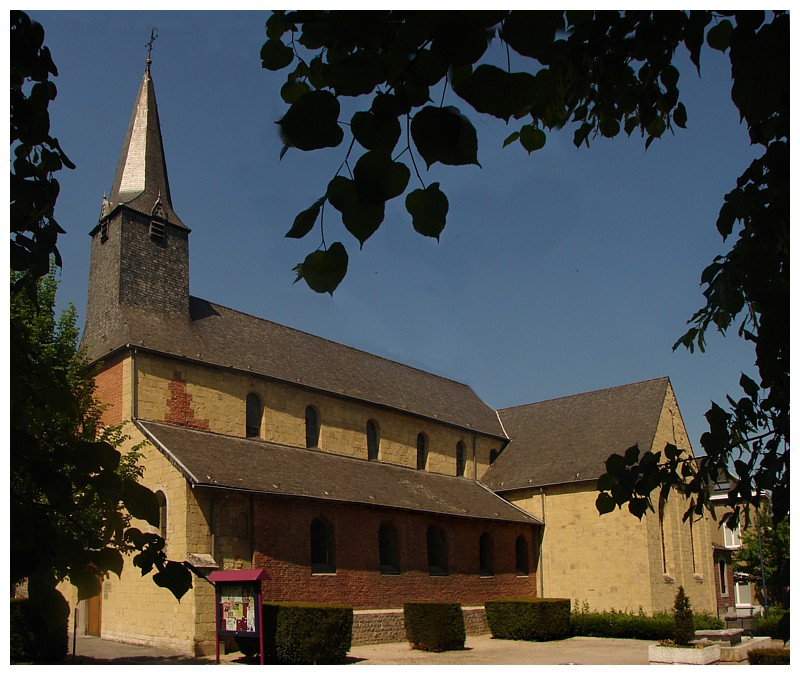
Kerk vanuit het zuidwesten
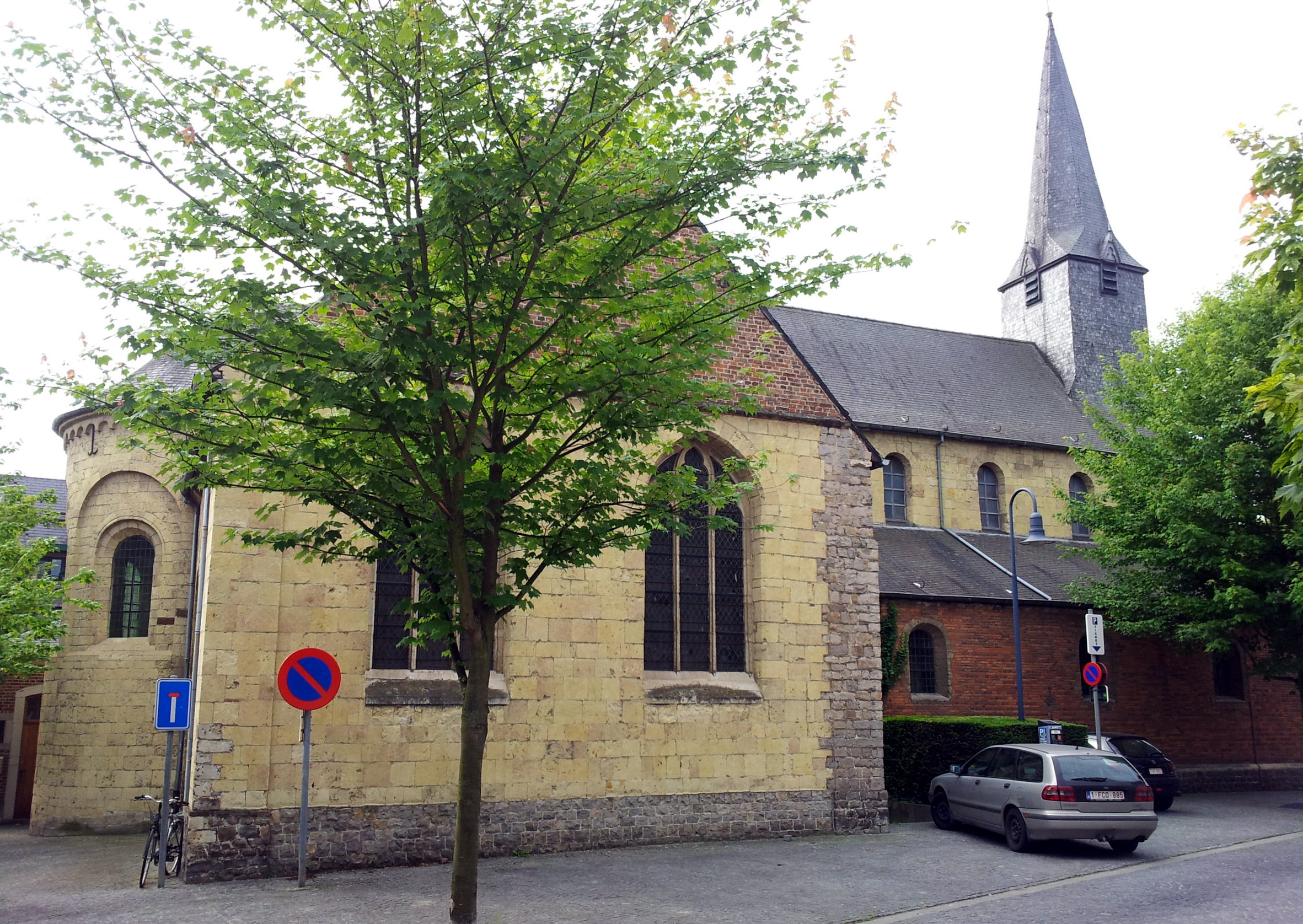
Noordelijk transept
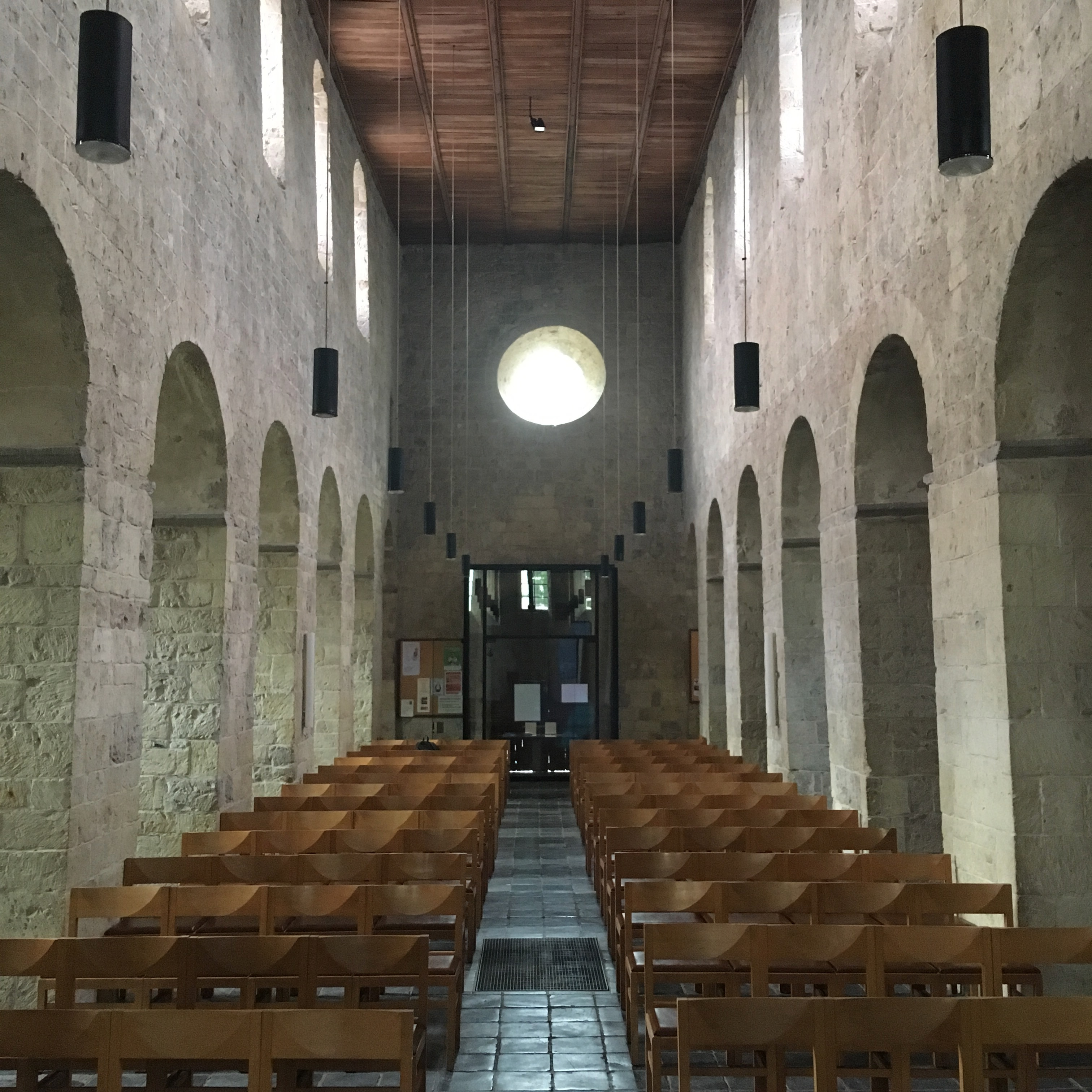
Middenbeuk Sint-Gangulfuskerk gezien vanuit het oosten